# Högboda (stacja kolejowa)
Högboda (szwedzki: Högboda station) – stacja kolejowa w Högboda, w regionie Värmland, w Szwecji. Stacja została otwarta w 1871 roku, a linia została zelektryfikowana w 1936 roku.
Obecnie na stacji zatrzymuje się siedem pociągów w dni powszednie i dwa pociągi w sobotę i niedzielę. Nie ma pracowników i podstacji sterowania ruchem (zarządzana przez centrum sterowania w Hallsberg). Stacja oferuje codzienne połączenia do Oslo, Charlottenberg, Arvika, Kil i Karlstad.

## Galeria

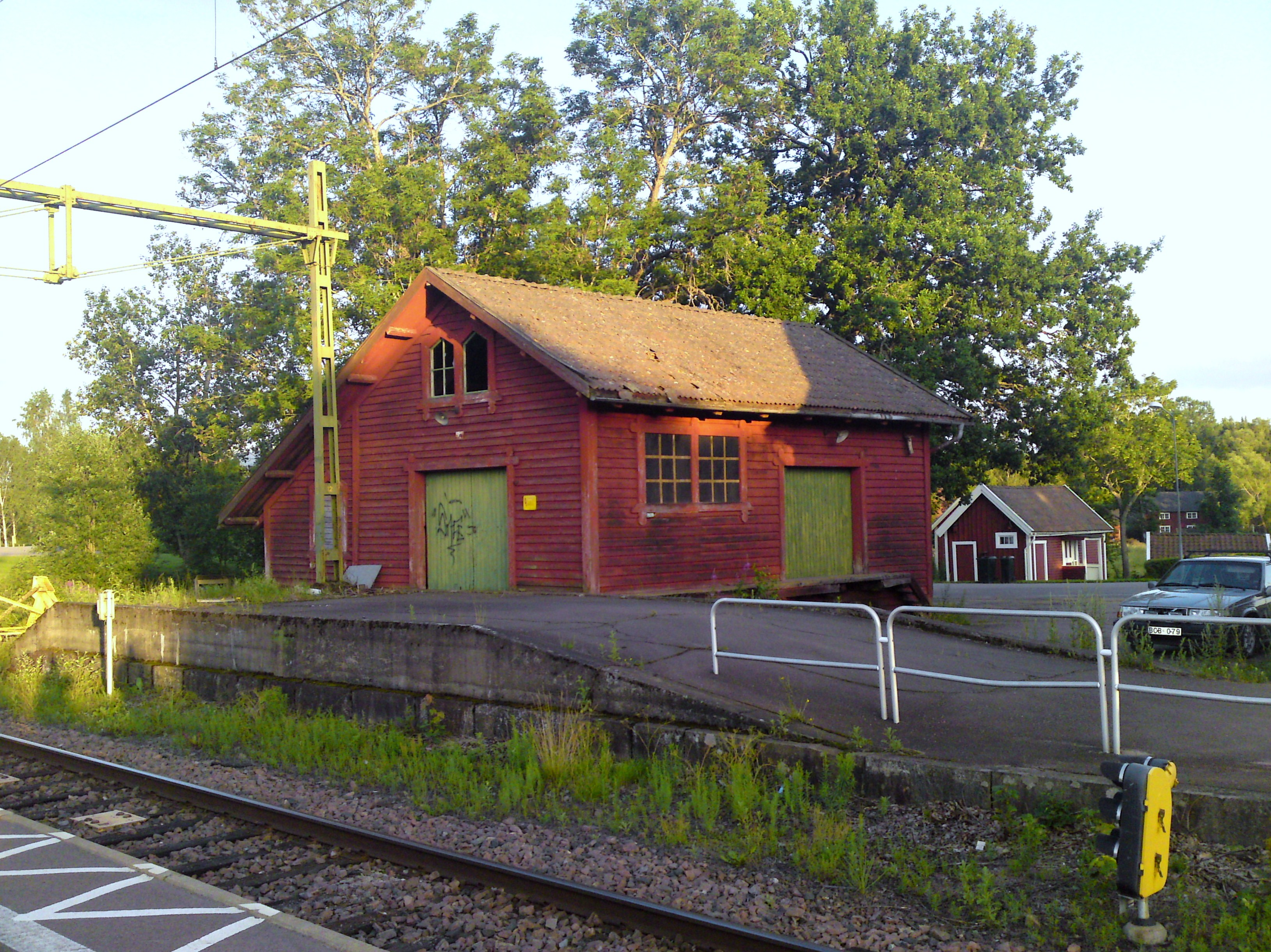
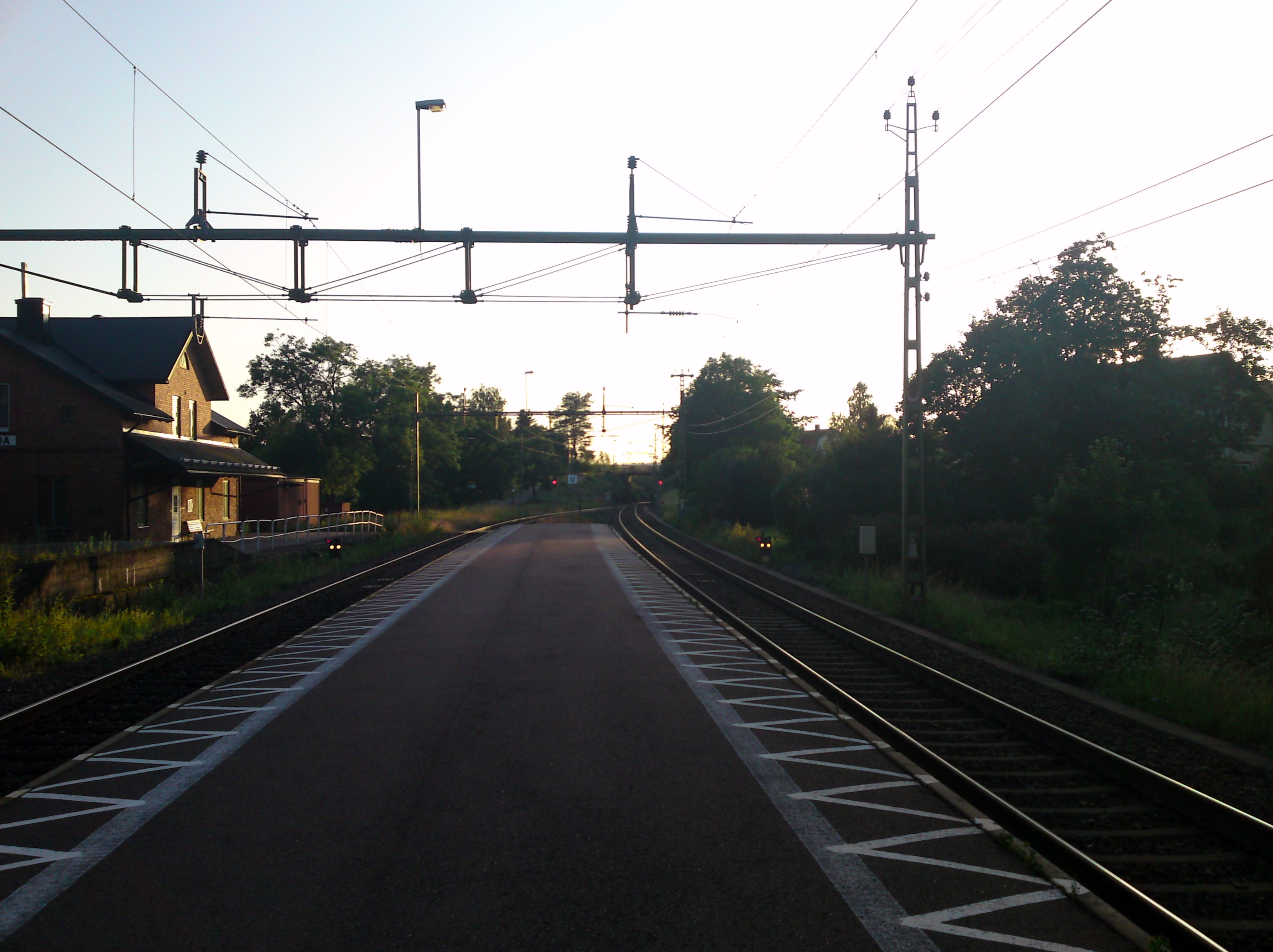
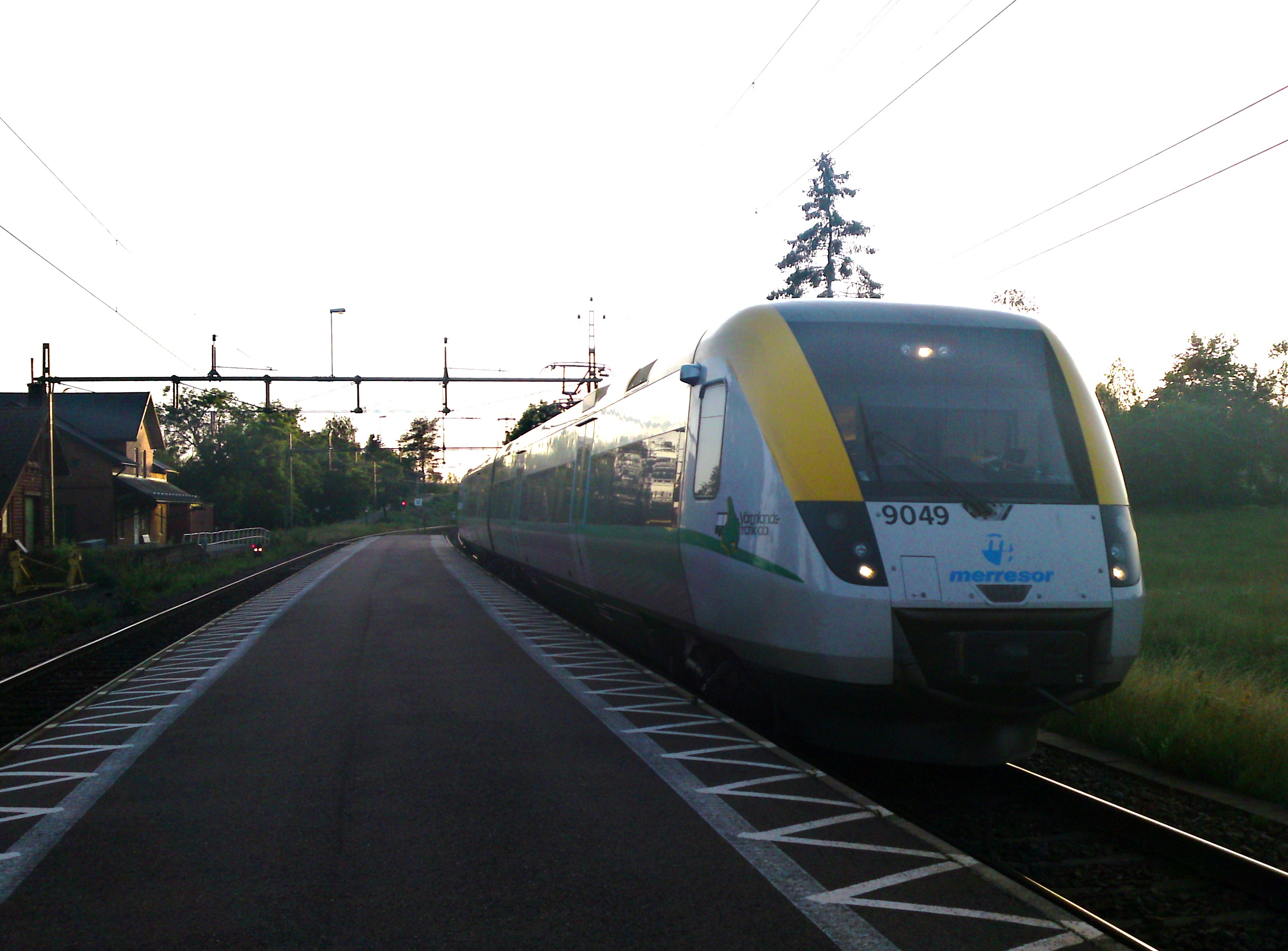

## Linie kolejowe
- Värmlandsbanan